# 2023년 콜롬비아 중부 지진
2023년 콜롬비아 중부 지진은 2023년 8월 17일 콜롬비아 엘칼바리오 수도-코르디예라 지역(비야비센시오, 레스트레포, 쿠마랄, 산후아니토) 및 메디나구 지역(메디나, 파라테부에노)에 영향을 지진이다.

## 지질학적 특성
나스카판은 남아메리카판의 일부인 북안데스판 아래로 섭입하고 있으며 때때로 콜롬비아 해안 지역에 중규모에서 큰 규모의 지진을 일으킨다. 또한 페루-칠레 해구 북부에 있는 거대한 메가스러스트 단층은 남아메리카 역사상 가장 큰 규모이자 계측지진 중 6번째로 큰 규모 M8.8의 1906년 에콰도르-콜롬비아 지진과 같은 거대지진을 일으킨다.

## 지진
첫 지진은 콜롬비아의 수도 보고타에서 동남쪽으로 약 70 km 떨어진 메타주의 엘칼바리오 인근에서 발생했다. 진원 깊이는 10 km이다.
보고타에서는 지진으로 인한 흔들림이 강하게 느껴졌으며 최대 수정 메르칼리 진도 계급 기준 V 정도로 느껴졌다.

## 피해
콜롬비아 내 최소 5개 주가 지진의 영향을 받았다. 콜롬비아 전역에서 집 20채가 붕괴되고 252채가 피해를 입었다. 피해는 킨디오주의 아르메니아에서도 보고되었다. 지진으로 2명이 사망했다. 한 명은 보고타에 거주하는 여성으로 지진의 흔들림으로 건물에서 떨어져서 사망했고, 사티바노르테 인근 광산에서 광부 1명이 지진 관련 붕괴 사고로 사망했다. 두 명 모두 베네수엘라 국적을 가지고 있었다. 메타주에서 총 건물 6채가 붕괴되고 154채가 피해를 입었으며, 쿤디나마르카주에서는 건물 1채가 붕괴되고 44채가 피해를 입었다. 보야카주에서도 건물 수 채가 피해를 입었다.
가찰라에서는 집 12채가 붕괴되고 88채가 피해를 입었으며 교회와 소방서도 피해를 입었다. 가찰라에서 2명이 부상을 입었다. 과야베탈에서는 건물 파사드가 붕괴되는 사고도 발생했다. 엘칼바리오에서는 일부 주택이 파괴되고 4채가 반파되어 여러 학생이 입원했다. 카케사에서는 1명이 부상을 입고 학생 26명이 지진으로 인한 쇼크로 입원했으며, 주택, 시영 건물, 시장 등 총 3채의 건물이 파손되었다. 시바테에서는 시청사가 파손되었고 학생 15명이 공황으로 입원했다. 소아차에서는 벽 붕괴로 1명이 부상을 입었고 또 다른 1명이 쇼크로 입원했다. 사티바노르테에서는 지진의 여파로 발생한 광산 사고로 1명이 추가로 부상을 입었다. 광부 4명이 부상을 입었는데 이 중 3명이 메타주에서, 1명이보야카주에서 발생했다.
비야비센시오에서는 건물 63채와 법원청사가 피해를 입었고, 시내 건물 곳곳의 유리창이 깨지는 사고가 발생했다. 보고타에서는 최소 178채의 건물이 피해를 입었다. 그 중에는 콜롬비아 의회 부속건물 중 하나가 지붕이 무너지는 피해가 있었다. 베네수엘라의 술리아주에서는 교회가 붕괴되는 피해가 있었다.

## 같이 보기
- 2023년 지진
- 콜롬비아의 지진 목록